# Erica Paes
Erica Paes é uma ex-lutadora de MMA brasileira, Faixa Preta 5º Grau de Jiu Jitsu Brasileiro e especialista em segurança feminina. Criadora do Programa Empoderadas do Estado do Rio de Janeiro, o Programa Empoderadinhas e o projeto social Eu Sei Me Defender. Além de ter sido campeã mundial de jiu-jitsu, Erica é notória por ser a primeira lutadora a ganhar uma luta de Cris Cyborg e a última até sua derrota para Amanda Nunes.
Ela é prima da atriz Dira Paes.

## Carreira

### Vitória sobreCris Cyborg
Primeira mulher a treinar na lendária academia Brazilian Top Team, Erica pegou o auge da rivalidade que a equipe carioca tinha com a Chute Boxe, do Paraná, da qual Cris Cyborg fazia parte.
E foi neste cenário que ambas as lutadoras estrearam no MMA, em 19 de maio de 2005, pelo Showfight 2.
Apenas 1min46s após o início do combate, Cyborg conheceu sua única derrota até o final de 2018. Oficialmente, o revés foi computado como submissão por uma chave de joelho. O staff de Cyborg, porém, alega que a desistência foi relacionada a uma lesão no cotovelo, que foi deslocado em uma queda durante a luta.

### Carreira no MMA pós-luta contra a Cyborg
Depois de lutar contra a Cyborg, Erica lutou mais 4 vezes, com 2 vitórias e 2 derrotas, sendo uma delas para Bethe Correia. Durante esse período, uma série de lesões a impediu de levar a carreira da maneira como gostaria.

### Novela A Força do Querer
Em 2017, Erica ganhou os holofotes novamente por ser a responsável pelos treinamentos da atriz Paolla Oliveira, que iria interpretar o papel da policial e lutadora "Jeiza", da novela Global A Força do Querer. Além de trabalhar como treinadora da atriz, Erica ainda atuou como coadjuvante na novela, fazendo o papel dela mesma.

## Conquistas
- Jiu Jitsu - Bicampeã mundial,[15] Campeã Pan-americana[15] e Pentacampeã brasileira[15]
- Judô - Vice Campeã Norte/Nordeste[15] e Bicampeã paraense[15]

## Cartel no MMA
| Cartel no MMA   |            |            |
| 5 lutas         | 3 vitórias | 2 derrotas |
| Por nocaute     | 0          | 1          |
| Por finalização | 3          | 0          |
| Por decisão     | 0          | 1          |
| No contest      | 0          | 0          |

| Res.    | Cartel | Oponente            | Método                        | Evento                      | Data       | Round | Tempo | Local          | Notas |
| ------- | ------ | ------------------- | ----------------------------- | --------------------------- | ---------- | ----- | ----- | -------------- | ----- |
| Vitória | 3-2    | Evelin Gomes        | Finalização (chave de braço)  | Team Nogueira MMA Circuit   | 26/03/2015 | 1     | N/A   | Ananindeua     |       |
| Derrota | 2-2    | Bethe Correia       | Decisão (Unânime)             | Jungle Fight 54             | 29/06/2013 | 3     | 5:00  | Barra do Piraí |       |
| Vitória | 2-1    | Gisele Maciel       | Finalização (triângulo)       | GSF - Gringo Super Fight 6  | 27/04/2013 | 1     | 4:03  | Rio de Janeiro |       |
| Derrota | 1-1    | Dina Van den Hooven | Nocaute                       | FFR 1 - Fight for Respect 1 | 15/10/2005 | N/A   | N/A   | Lisboa         |       |
| Vitória | 1-0    | Cris Cyborg         | Finalização (chave de joelho) | Show Fight 2                | 17/05/2005 | 1     | 1:46  | Curitiba       |       |